# Hex (альбом)
| Оценки критиков | Оценки критиков |
| Источник        | Оценка          |
| --------------- | --------------- |
| AllMusic        | [ 1 ]           |
| Stylus Magazine | положительный   |
| Head Heritage   | положительный   |

Hex — дебютный студийный альбом британской построк-группы Bark Psychosis, выпущенный в 1994 году. Термин «пост-рок» был придуман музыкальным критиком Саймоном Рейнольдсом в своем обзоре на альбом для журнала Mojo.

## Критика
Альбом был принят в целом положительно. Melody Maker писал о Hex: «альбом является следствием постоянной эволюции группы и это, несомненно, божественные….великолепные чувственные 50 минут…». NME отзывался о группе как «не менее, чем полностью очаровательной» и назвал альбом «совершенно удивительной работой».

## Список композиций
Слова и музыка всех песен — Bark Psychosis.
| №  | Название         | Длительность |
| -- | ---------------- | ------------ |
| 1. | «The Loom»       | 5:16         |
| 2. | «A Street Scene» | 5:36         |
| 3. | «Absent Friend»  | 8:20         |
| 4. | «Big Shot»       | 5:21         |
| 5. | «Fingerspit»     | 8:21         |
| 6. | «Eyes & Smiles»  | 8:31         |
| 7. | «Pendulum Man»   | 9:54         |

## Участники записи

### Музыканты
- Дэниэл Гиш — клавишные, фортепиано, Хаммонд
- Джон Линг — бас, сэмплы и программирование, перкуссия
- Марк Симнетт — барабаны, перкуссия
- Грэм Саттон — вокал, сэмплы и программирование, гитара, фортепиано, мелодика
- Нил Олдридж — треугольник, программирование
- Пит Бересфорд — вибрафон
- Фил Браун — флейта
- Дел Крэбтри — труба
- Дэйв Росс — джембе

The Duke Quartet
- Луиза Фуллер — скрипка
- Рик Костер — скрипка
- Джон Меткалф — виола
- Иван Маккриди — виолончель

### Техники
- Сведение — Bark Psychosis и Рой Спонг
- Звукорежиссёры — Ник Волладж, Мог, Майк Лонг, Даррен Уэстбрук, Bark Psychosis
- Ассистирование — Пит Мулине, Генри Биннс, Ли Харрис
- Мастеринг — Крис Блэр